# 任元極
任元極（1602年11月19日—1638年），號葛崖，四川重慶府巴縣人。

## 生平
萬曆四十六年（1618年）戊午科中式四川鄉試第二十一名舉人，崇祯七年（1634年）甲戌科會試中式第一百三十八名，殿試三甲二百四十八名，都察院觀政，崇禎八年授金溪縣知縣。崇禎九年修金谿縣學。崇祯十一年卒于任。

## 家族
高祖之父任瑛；高祖任卿；曾祖任冕，癸酉舉人、通判封郎中，曾祖母李氏；祖任惟鈞，丁未進士、山東參政；父任必洸，國子監生；姪女婿解元劉綡子劉遠到。